# 泉掌关帝庙
泉掌关帝庙，位于山西省运城市新绛县泉掌镇泉掌村西北隅“灵公台遗址”下，是一处全国重点文物保护单位。广场对面是文革时期的舞台。

## 历史
泉掌关帝庙创建年代不详，于明弘治八年（1495年）及清顺治、乾隆年间重修。

## 建筑
泉掌关帝庙现仅存大殿，坐北向南。面阔、进深皆五间，重檐歇山顶，琉璃瓦饰。檐下回廊18根石雕龙柱，龙爪全部抓握物体，包括人头、人腿甚至人眼，生动逼真，栩栩如生。西南角石柱有大明成化年字样。石柱顶部刻有大明国弘治十年五月十八日立石，及捐款立石人姓名。

## 保护
2004年6月10日，泉掌关帝庙公布为山西省文物保护单位，编号4-110。
2013年3月5日，泉掌关帝庙公布为第七批全国重点文物保护单位，古建筑类，编号7-0847-3-145。